# Marek Cała
Marek Wacław Cała (ur. 4 lutego 1968 w Chrzanowie) – polski inżynier, profesor nauk technicznych.
Dziekan Wydziału Górnictwa i Geoinżynierii Akademii Górniczo-Hutniczej w Krakowie. 
Absolwent tego wydziału, studia na nim ukończył w 1992 roku. W tym samym roku podjął pracę na stanowisku asystenta w Katedrze Geomechaniki, Budownictwa i Geotechniki. Pięć lat później, w 1997 roku, obronił z wyróżnieniem pracę doktorską, dotyczącą problematyki mechanizmu współpracy kotwi z górotworem o zróżnicowanej budowie geologicznej.
Profesor Cała jest członkiem International Society for Rock Mechanics (ISRM). Jego dorobek naukowy to ponad 120 publikacji w czasopismach oraz materiałach konferencyjnych, zarówno w Polsce jak i za granicą.
Podczas obrad w Rio de Janeiro w październiku 2016 roku, Marek Cała został wybrany na przewodniczącego Światowego Kongresu Górniczego (World Mining Congress – WMC).